# Peni Kitiona
Peni Kitiona (* 24. Juni 1994 in 'Aoa, Amerikanisch-Samoa) ist ein samoanischer Fußballnationalspieler.

## Karriere
Kitiona der in Amerikanisch-Samoa geboren wurde, startete seine aktive Karriere in Samoa bei Sinamoga SC. 2008 schloss er sich für seine schulische Ausbildung dem St. Joseph's College, Samoa in Apia an und spielte mit dem Marist Brother's Athletics Team Soccer. Nachdem er 2010 seinen Abschluss machte, wechselte er für seine Vereinskarriere zu Lupe o le Soaga in die National League Premier Division. Im Herbst 2012 verließ er Lupe ole Soaga und wechselte zum National League Premier Division Meister Kiwi SC. Im Frühjahr 2013 verließ er den Meister Kiwi FC und wechselte zum Liga-Rivalen Adidas SC (All Day I Dream About Soccer Club) aus Alamagoto.

### International
Seit 2011 gehört Kititona zur Samoanischen Fußballnationalmannschaft der Männer. Er gab sein A-Länderspieldebüt am 23. November 2011 gegen die Cookinseln im Toleafoa J. S. Blatter Soccer Stadium.